# Friedrich Schaarschmidt
Heinrich Karl Friedrich Schaarschmidt (* 25. März 1892 in Glauchau; † 30. September 1983 in Lübeck-Travemünde) war ein deutscher Ingenieur und Industriemanager.

## Leben
Friedrich Schaarschmidt studierte, unterbrochen von der Teilnahme am Ersten Weltkrieg, an der Technischen Hochschule München, der Technischen Hochschule Berlin-Charlottenburg und der Ludwig-Maximilians-Universität München. 1913 wurde er Mitglied des Corps Vitruvia München. Nach Abschluss des Studiums und ersten Tätigkeiten als Betriebsingenieur bei der Hermann und Alfred Escher AG in Chemnitz und als Oberingenieur bei der Fritz Neumeyer AG in München kehrte er als Assistent an die Technische Hochschule München zurück. Zum Doktor-Ingenieur promoviert, betätigte er sich als beratender Ingenieur für wirtschaftliche Fertigung. 1925 wurde er für die E. Gundlach AG in Bielefeld tätig, die ihn 1928 zum Direktor und Vorstandsmitglied berief. 1928 trat er in die NSDAP ein. Außerdem war er Mitglied im Verein Deutscher Ingenieure, im Deutschen Normenausschuss, im Reichsausschuss für Arbeitszeitermittlung, in der Arbeitsgemeinschaft Deutscher Betriebsingenieure, im Ausschuss für wirtschaftliche Fertigung, im Reichskuratorium für Wirtschaftlichkeit und im Deutschen Buchdruckerverein.
Nach der nationalsozialistischen Machtergreifung nannte er sich Generaldirektor und „Betriebsführer“ des graphischen Großbetriebs Gundlach. Er wurde „Führer“ des Industrie- und Handelskammer-Bezirks Bielefeld. 1935 gehörte er zu den Begründern des ersten Bielefelder Rotary Clubs. Während des Zweiten Weltkriegs erreichte er, auch unter Einschaltung der Konzernmutter Oetker, die Zuweisung von 185 Zwangsarbeitern.
Nach der Befreiung vom Nationalsozialismus wurde er 1946 entnazifiziert. Als „politisch Belasteter“ schied er 1947 aus dem Vorstand der E. Gundlach AG aus und erwarb im September 1947 mit seinem Sohn Ekkehard das Verpackungsunternehmen F. Luce in Bielefeld. In der Folge stieg er zu einer der einflussreichsten Personen der westdeutschen Papier- und Pappenindustrie auf. Von 1947 bis 1948 war er Erster Vorsitzender des Verbands für Papier und Pappe verarbeitender Industrie  Nordwestdeutschlands (VPV) mit Sitz in Bielefeld. Er war Mitglied des Präsidiums des Hauptverbands der Papier und Pappe verarbeitenden Industrie (HPV), später auf Lebenszeit ernannt, sowie Vorsitzender der Ausschüsse für Technik, Forschung und Ausbildung. 1949 erfolgte auf seine Initiative die Einrichtung der Abteilung für Papiertechnik im Oskar-von-Miller-Institut. 1950 initiierte er die Gründung der Papiertechnischen Stiftung (PTS) in München. In den 1950er und den 1960er Jahren war er Präsident des Verbands der Versand-Kartonagen e. V. und der entsprechenden europäischen Unternehmens-Assoziation ASSCO (Association Européenne des Fabricants de Caisses en Carton Compact) mit Sitz in Den Haag. Er war Vorsitzender der Rationalisierungs-Gemeinschaft im Rationalisierungs-Kuratorium der Deutschen Wirtschaft (RKW).

## Ehrungen
1953 wurde Schaarschmidt mit dem Verdienstkreuz als Steckkreuz (später in „Verdienstkreuz 1. Klasse“ umbenannt) der Bundesrepublik Deutschland ausgezeichnet.

## Schriften
- 75 Jahre F. Luce Pappenverarbeitungswerk Bielefeld. Bielefeld 1962.